# 东北九省流通券
东北九省流通券，簡稱東北券，是国民政府财政部于1945年11月2日公布《中央银行东北九省流通券发行办法》，从1945年12月21日起，在东北国统区发行的区域性流通货币，限在东北九省流通，取代滿洲國發行的滿元。东北九省流通券起初的币值为法币的十倍。1948年3月，允许法币出关，比价为1:10元法币。至1948年5月，已经发行了1万亿亿元。1948年8月20日停止发行，代替发行金圆券，至1948年10月底“在东北发行金圆券25,200万元”。

## 历史
因苏军进入东北后发行军用票，其票值与法币有差别。而东北经济财政情形，势必异于关内。在国民政府对于法币未有整理办法以前，东北发行应暂独立。1945年9月29日，东北行营经济委员会主任委员与财政部长俞鸿钧商议，得其同意。10月7日，张嘉璈与行政院长宋子文会议，亦予同意。正式决定单独发行一种货币，与目下东北流通之货币并行使用。
东北九省流通券刚开始发行的券种有一元、五元、十元、五十元、百元。后来，因第二次国共内战延续，物资奇缺，国民政府在战争中屡屡受挫，其发行量越来越大，发行的面值也越来越大，致使其急剧贬值。1948年1月发行1,000元券、3月发行2,000元券、4月发行5,000元券、5月发行1万元券。1948年3月，中央银行长春分行发行票面额更大的流通券——本票，面额有30万元、50万元、100万元、200万元、300万元、500万元、450万元，直至18,000万元一张的本票，还有不定额本票，共发行13种。印制本票的速度赶不上物价上涨的速度。于是，长春分行干脆印制空白本票，任意填写面额。按照军方要求，长春分行员工70多人实行倒班制，一天24小时不停工，手工填写本票面额，面额达到几亿元、几十亿元、上百亿元，然后加盖经理、会计系系长印章、签名章。完成后，即可用于军粮和日用品的购买。最后发展到手工填写本票的最高面额为200亿元，创下中国货币史上钞票最大面额的纪录。郑洞国在回忆录中写道：“最初高粱米只几元一斤，最后3亿元一斤。由飞机空投1万元一张的钞票已无用处，我不得不让中央银行长春分行发行本票，票面数额最初只有几十万元一张的，后来提高到几十亿元，甚至几百亿元一张。临到长春解放前，1两黄金也换不来几斤高粱米，货币实际上已失去作用。”据统计，围困长春期间，长春分行共发行本票138万亿元；长春解放前夕，只剩下5至6万人。按此计算，长春每人要承受23亿元左右的沉重负担。
1948年8月19日，中華民國政府公布《金圆券发行办法》，决定废止法币与东北流通券，发行金圆券。